# Fruktozydy
Fruktozydy – glikozydy będące pochodnymi fruktozy.

## Właściwości
Fruktozydy są dobrze rozpuszczalne w alkoholu, co umożliwia ich oddzielenie od słabiej rozpuszczalnej fruktozy.

## Występowanie
Najpowszechniej występującym w przyrodzie fruktozydem jest sacharoza, stanowiąca podstawową formę transportową asymilatów w roślinach.